# Этьенн, Полин
Полин Этьенн (фр. Pauline Étienne; род. 26 июля 1989, Иксель, Бельгия) — бельгийская актриса.

## Биография
Полин Этьенн родилась 26 июня 1989 года и выросла в Иксель, района Брюсселя, Бельгия. Довольно рано она начала интересоваться музыкой и театром, в подростковом возрасте занималась в театральной мастерской.
Актерскую карьеру Полин Этьенн начала в 2008 году в небольшой роли в фильме Жоакима Лафосса «Частные уроки» за которую получила бельгийскую национальную кинопремию «Магритт» как самая перспективная молодая актриса. 
В 2009 году актриса снялась вместе с Редой Катебом в фильме «Нам бы только день простоять...», получив за работу в фильме французскую кинопремию «Люмьер» и «Золотую звезду кино» от Французской академии кинопрессы.
Полин стала широко известной после съемок в 2010 году в одной из главных ролей во французском психологическом триллере Жиля Маршана «Чёрные небеса» с Грегуаром Лепренс-Ренге и Луизой Бургуэн.
В 2011 году актриса снялась в телевизионной драме «Жизнь по-французски», снятой режиссёром Жан-Пьером Синап по одноименному роману Жан-Поля Дюбуа. 
В фильме «Монахиня» Полин Этьенн работала с Изабель Юппер и Франсуазой Лебрюн. Этот фильм французского режиссёра Гийома Никлу, снятый в 2013 году по одноименному произведению Дидро, был номинирован на премию «Золотой медведь» 63-го Берлинского кинофестиваля, а саму Полин Этьен номинировали сразу на две престижные французские премии — «Сезар» и «Люмьер» в категории «Самая перспективная актриса» и на соискание премии «Магритт» за лучшую женскую роль.
Одна из последних работ Полин Этьенн в кино — роль в картине Стефана Либерски «Токийская невеста», где актриса сыграла главную героиню — юную девушку Амели Нотомб, которая отправляется в Японию, страну своего детства, чтобы найти там вдохновение и написать книгу. За этот фильм актриса была в третий раз номинирован на премию «Магритт» и второй раз в категории «Лучшая актриса».
Заметная работа - роль Селин Делорм, регионального эксперта по Ближнему Востоку и Северной Африке во французском сериале в жанре шпионский/политический триллер «Бюро».